# Veblenita
La veblenita és un mineral de la classe dels silicats. Rep el nom en honor de David R. Veblen (1947), professor estatunidenc de la Universitat Johns Hopkins, en reconeixement de les seves destacades contribucions als camps de la mineralogia i la cristal·lografia. S'ha consolidat com un dels primers experts en l'ús de TEM en geologia i ha contribuït significativament a l'enfocament polisomàtic en mineralogia.

## Característiques
La veblenita és un inosilicat de fórmula química KNa(Fe₅2+Fe₄3+Mn₇)Nb₄(Si₂O₇)₂(Si₈O22)₂O₆(OH)10(H₂O)₃. Va ser aprovada com a espècie vàlida per l'Associació Mineralògica Internacional l'any 2010, i la primera publicació data del 2013. Cristal·litza en el sistema triclínic.

## Formació i jaciments
Va ser descoberta al llac Mann 2, situat al complex alcalí de Seal Lake, al territori de Labrador, a Terranova i Labrador, Canadà. Es tracta de l'únic indret de tot el planeta on ha estat descrita aquesta espècie mineral.